# Brantbacken, Finland
Brantbacken är en kulle i Åland (Finland). Den ligger i den sydöstra delen av landskapet, 15 km öster om huvudstaden Mariehamn. Toppen på Brantbacken är 33 meter över havet, eller 20 meter över den omgivande terrängen. Bredden vid basen är 0,95 km.
Terrängen runt Brantbacken är platt. Havet är nära Brantbacken norrut. Närmaste större samhälle är Mariehamn, 15,2 km väster om Brantbacken. 
I omgivningarna runt Brantbacken växer i huvudsak barrskog.